# Hämmerle (Opfenbach)
Hämmerle (westallgäuerisch: s'Hämmərlə, Hemǝlǝ, ins Hemǝle hindrǝ) ist ein Gemeindeteil der Gemeinde Opfenbach im bayerisch-schwäbischen Landkreis Lindau (Bodensee).

## Geographie
Der Weiler liegt circa drei Kilometer nordöstlich des Hauptorts Opfenbach und er zählt zur Region Westallgäu. Nördlich der Ortschaft verläuft die Bahnstrecke Buchloe–Lindau samt der Hämmerlebrücke, die die Leiblach überquert. Im Osten grenzt Hämmerle direkt an Zwiesele in der Gemeinde Heimenkirch.

## Ortsname
Der Ortsname stammt vom Familiennamen Hämmerle und bedeutet (Ansiedlung) des Hämmerle. Eine andere Theorie bezieht sich auf eine Hammermühle an der Leiblach.

## Geschichte
Der heutige Ort bestand bis ins 16. Jahrhundert aus einer Hammermühle namens Tobelhammer samt Wohnhaus und war Teil der Ortschaft Zwiesele. Im 18. Jahrhundert erfuhr Hämmerle durch Zubau von Gebäuden eine erhebliche Vergrößerung. Hämmerle wurde erstmals urkundlich im Jahr 1783 als Hämerle erwähnt. 1818 wurden im Ort vier Wohngebäude gezählt. Der Ort gehörte einst zum Gericht Simmerberg in der Herrschaft Bregenz.